# 肉白银耳
肉白银耳（学名：Tremella carneoalba）是属于银耳目银耳科银耳属的一种真菌，群生于阔叶林中的阔叶树朽桩上有树皮或无树皮处。该种分布于中国、塔希提岛、美国。